# Per Murén

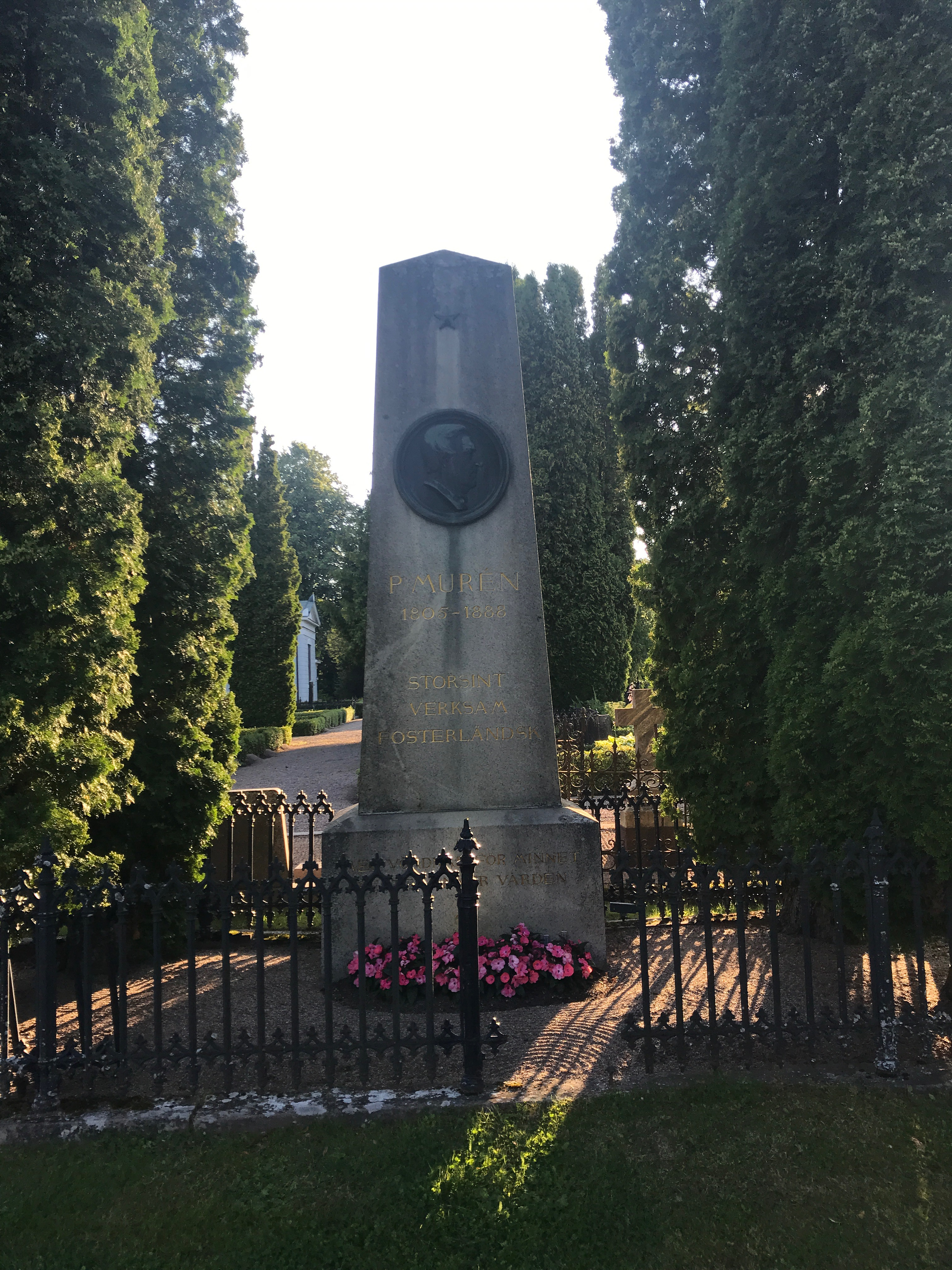
Gravvård Gamla kyrkogården, Gävle

Per Murén i riksdagen kallad Murén i Gävle, född 12 maj 1805 i Gnarps socken i Hälsingland, död 2 maj 1888 i Gävle, var en svensk affärs- och industriman, donator samt politiker. Han var borgmästare i Gävle stad, borgarståndets siste talman i ståndsriksdagen samt initiativtagare till och storägare i Gävle-Dala järnväg.

## Biografi
Murén föddes i Gnarps socken i Hälsingland, där fadern var bruksinspektor. Han kom vid unga år att ägna sig åt handel i Gävle, grundade 1829 egen affär och gjorde sig snart bekant för ovanlig duglighet. Han var 1863–1864 ordförande i stadsfullmäktige och 1864–1869 i Gävleborgs läns landsting.
Redan 1847 erhöll han plats i borgarståndet för Gävle stad och bevistade alla följande riksdagar under det gamla representationsskicket, utom 1853-1854 och 1859–1860. Han hade vid dessa riksdagar plats som ledamot av bevillningsutskottet, utom vid riksdagen 1856–1858, då han satt i statsutskottet. Vid riksdagarna 1862–1863 och 1865–1866 var han vice talman för sitt stånd.
En konflikt med Albert Björck som troligen berodde på både personliga antipatier som olika åsikter inom statshushållningens område föranledde Murén att kring sig samla en fraktion, som ansågs omfatta ståndets mera återhållande element och dessa lyckades behärska utskottsvalen vid 1865-1866 års riksdag. I fråga om representationsförändringen var Murén dock ense med motståndarna. Även i de två första riksdagarna (1867 och 1868) efter representationsförändringen deltog han som ledamot av Andra kammaren, där han dock ej spelade någon mera betydande roll. Som folkrepresentant verkade han med synnerlig framgång för en friare närings- och tullagstiftning samt för genomförandet av Nils Ericsons statsbanesystem. För Gävles storartade industriella och merkantila utveckling var Murén i många hänseenden den drivande kraften; bland hans skapelser på detta område förtjäna nämnas Strömsbro fabriker och Gefle Manufakturaktiebolag, anläggningen av Nyhamn, Korsnäs och Sandviken samt stiftandet av Gefleborgs Enskilda Bank, Gävle sjöassuransförening och Norrlands ångbåtsbolag. 
Murén donerade bland annat 300 000 kr till Borgarskolan i Gävle, till en pensionsfond för dess lärare 50 000 kr, till folkskolan i Gävle 25 000 kr, till andra institutioner i Gävle stad och Gävleborgs län 210 000 kr, varjämte han i sitt testamente förordnade, att om, sedan samtliga donationer utbetalts, överskott skulle uppstå, detta skulle tillfalla Gävle stad.
Murén var styrelseordförande i Sandvik AB från starten 1868 till 1883.
En staty av Per Murén, skänkt av GDJ-fonden, och utförd av Nils Möllerberg står vid Södra Strandgatan i Gävle.